# Красный (Гомельский район)
Красный (бел. Кра́сны) — посёлок в Грабовском сельсовете Гомельского района Гомельской области Республики Беларусь.

## География

### Расположение
В 6 км от железнодорожной станции Диколовка (на линии Гомель — Чернигов), 35 км на юго-восток от Гомеля.

### Гидрография
Река Ревтак (приток реки Терюха).

## Транспортная сеть
Транспортные связи по просёлочной, затем автомобильной дороге Будище — Гомель. Застройка деревянная усадебного типа.

## История
Основан в начале XX века переселенцами из соседних деревень. В 1926 году в Грабовском сельсовете Носовичского района Гомельского округа. В 1931 году жители вступили в колхоз. Во время Великой Отечественной войны 12 жителей погибли на фронте. В 1959 году в составе совхоза «Заря» (центр — деревня Грабовка).

## Население

### Численность
- 2004 год — 2 хозяйства, 2 жителя.

### Динамика
- 1926 год — 18 дворов, 100 жителей.
- 1959 год — 86 жителей (согласно переписи).
- 2004 год — 2 хозяйства, 2 жителя.